# Tripolitanien-Feldzugsmedaille
Die Medaille an den Feldzug in Tripolitanien, kurz Tripolitanien-Feldzugsmedaille genannt, war eine Auszeichnung des Königreiches Italien, welche 1915 im Zuge des Ersten Weltkriegs und der Kampfhandlungen um die Kolonie Italienisch-Tripolitanien von König Viktor Emanuel III. in einer Stufe gestiftet wurde.

## Aussehen und Trageweise
Die versilberte Medaille gleicht exakt der Libyen-Feldzugmedaille. Beliehene, die mit der Medaille schon im Libyenfeldzug ausgezeichnet worden waren, erhielten statt der Medaille eine rechteckige, silberne Spange, die auf das Ordensband aufgelegt wurde und die Inschrift Tripolitanien 1915 trug. Alle anderen erhielten nur die Medaille, die an der linken oberen Brustseite des Beliehenen getragen wurde. Das Ordensband ist senkrecht in sechs hellblaue und fünf gleich breite rote Streifen unterteilt.